# ورزشگاه الاهلی بحرین
ورزشگاه الاهلی ورزشگاهی چندکاربردی در منامه، بحرین می‌باشد. امروزه از آن بیشتر برای برپایی مسابقه‌های فوتبال و به عنوان ورزشگاه خانگی باشگاه فوتبال الاهلی بحرین استفاده می‌شود. این ورزشگاه گنجایش ۱۰٬۰۰۰ نفر تماشاچی را دارد.